# FC Gießen
El FC Gießen, antes llamado Teutonia Watzenborn-Steinberg, es un equipo de fútbol de Alemania que juega en la Hessenliga, una de las ligas que conforman la quinta división de fútbol en el país.

## Historia
Fue fundado el 30 de octubre de 1927 en la ciudad de Watzenborn-Steinberg, del Estado de Hesse con el nombre Teutonia Watzenborn-Steinberg y por gran parte de su historia ha estado en el nivel amateur de la región.
A mediados de la década del 2000, el club comenzó a experimentar una serie de logros deportivos, cristalizados con constantes ascensos de categoría hasta que para la temporada 2014/15 lograron ascender a la Hessenliga por primera vez en su historia.
Los ascensos continuaron, al punto en el que en tan solo una temporada en la quinta división consiguieron salir pro primera vez del nivel amateur y ascendieron a la Regionalliga Südwest para la temporada 2016/17.
El club pasa a llamarse FC Gießen el 1 de julio de 2018 luego de adquirir la selección de fútbol del VfB Gießen, la cual el VfB anunció su cierre en marzo. Posteriormente fue campeón de la Hessenliga en 2019 y logró nuevamente el ascenso a la Regionalliga Südwest.

## Palmarés
- Hessenliga: 2

2016, 2019
- Verbandsliga Hessen-Mitte: 1

2015
- Gruppenliga Gießen/Marburg: 1

2011
- Bezirksliga Gießen/Marburg-Süd: 1

2005